# Dax Harwood
David Michael Harwood (* 30. Juni 1984 in Whiteville, North Carolina), besser bekannt unter seinem Ringnamen Dax Harwood und ehemals Scott Dawson, ist ein US-amerikanischer Wrestler. Er steht aktuell bei All Elite Wrestling unter Vertrag und tritt regelmäßig in deren Shows auf. Im Tag Team FTR bzw. ehemals The Revival mit Cash Wheeler wurde er jeweils zweifacher WWE Raw Tag Team Champion und WWE NXT Tag Team Champion sowie einfacher WWE SmackDown Tag Team Champion, AEW World Tag Team Champion, AAA World Tag Team Champion und IWGP Tag Team Champion.

## Wrestling-Karriere

### Independent (2004–2013)
Harwood begann seine Wrestling-Karriere 2004. Nach seinem Debüt wurde er von verschiedenen Independent-Promotionen gebucht, wo er lange als KC McKnight auftrat.

### WWE (2013–2020)
2013 unterschrieb Harwood einen Entwicklungsvertrag bei der WWE. Dort bekam er den Ringnamen Scott Dawson. Sein TV-Debüt gab er in der NXT-Ausgabe vom 6. März 2013 mit einer Niederlage gegen Adrian Neville in einem Handicap-Match gemeinsam mit Judas Devlin. Mit dem Debüt von Dash Wilder formte er mit ihm ein Tag Team, das anfangs als The Mechanics bekannt war. Ihr erstes im Fernsehen übertragenes Match verloren sie in der NXT-Ausgabe vom 31. Juli 2014 gegen Bull Dempsey und Mojo Rawley. Am 22. Oktober 2015 durften sie erstmals gemeinsam  die NXT Tag Team Championship von The Vaudevillains (Aiden English und Simon Gotch) gewinnen. Ab Januar 2016 wurde das Team von Harwood und Wilder als The Revival bezeichnet. Bei NXT TakeOver: Dallas am 1. April 2016 verloren sie den Titel an American Alpha (Chad Gable und Jason Jordan), von denen sie ihn am  8. Juni 2016 bei NXT TakeOver: The End wieder zurückgewannen. Am 19. November 2016 verloren sie die NXT Tag Team Championship bei NXT TakeOver: Toronto an #DIY (Johnny Gargano und Tommaso Ciampa).
In der Raw-Ausgabe vom 3. April 2017 debütierte The Revival in den Hauptshows der WWE mit einem Sieg über The New Day (Big E und Xavier Woods). Im Sommer 2017 wechselten Harwood und Wilder endgültig in den Hauptkader von Raw. Harwood pausierte verletzungsbedingt von August bis November 2017. In der Raw-Ausgabe vom 11. Februar 2019 erhielten Harwood und Wilder erstmals die WWE Raw Tag Team Championship von Bobby Roode und Chad Gable. Den Titel gaben sie am 7. April 2019 bei WrestleMania 35 an Curt Hawkins und Zack Ryder ab. Bei Raw am 10. Juni 2019 erhielten sie ihn von diesen erneut. Sie verloren ihn in der Raw-Ausgabe vom 29. Juli 2019 an The OC (Karl Anderson und Luke Gallows).
Im August 2019 begannen Harwood und Wilder bei SmackDown aufzutreten. Bei Clash of Champions am 15. September 2019 durften sie die WWE SmackDown Tag Team Championship von The New Day (Big E und Xavier Woods) gewinnen. In der SmackDown-Ausgabe vom 8. November 2019 verloren sie den Titel wieder an The New Day (Big E und Kofi Kingston). Zum letzten Mal bei SmackDown trat The Revival am 31. Januar 2020 mit einer Niederlage in einem Fatal-Four-Way-Tag-Team-Match auf. Ihren letzten Auftritt für die WWE gaben sie bei einer Houseshow am 1. März 2020, wo sie gegen John Morrison und The Miz verloren. Am 10. April 2020 wurde die einvernehmliche Entlassung von The Revival durch die WWE bestätigt, nachdem Harwood und Wilder zuvor ihre Unzufriedenheit bei der Promotion geäußert hatten.

### All Elite Wrestling (seit 2020)
In der Dynamite-Ausgabe vom 27. Mai 2020 debütierten Wheeler und Dawson unter den Namen Cash Wheeler und Dax Harwood bei All Elite Wrestling, als sie The Young Bucks (Matt und Nick Jackson) bei einer Attacke von The Butcher und The Blade unterstützten. Die Namen basieren auf ihren echten Nachnamen, während die Vornamen ein Tribut an Ax und Smash von Demolition, einem bekannten Tag Team der WWE sind. Wheeler und Harwood nannten sich gemeinsam FTR. Bei Dynamite am 22. August 2020 wurde Tully Blanchard als Manager von FTR vorgestellt. Bei All Out am 5. September 2020 durften Harwood und Wheeler die AEW World Tag Team Championship von Adam Page und Kenny Omega gewinnen. Damit waren sie das erste Tag-Team, das Tag-Team-Titel in WWE und AEW hielt. Den Titel verloren sie am 7. November 2020 bei Full Gear an The Young Bucks (Matt Jackson und Nick Jackson).
Am 16. Oktober 2021 verkleideten sich FTR als Luchadores und besiegten in einer Sperzalsendung von AEW Dynamite als Las Super Ranas die Lucha Brothers (Pentagón Jr. & Fénix). So gewannen sie die AAA World Tag Team Championship. Bei Supercard of Honor XV am 1. April 2021 gewannen sie außerdem die ROH World Tag Team Championship und am 26. Juni 2022 auch die IWGP Tag Team Championship von New Japan Pro-Wrestling., womit sie Triple Champions wurden. Im Dezember 2022 verloren sie allerdings kurz hintereinander die ROH- und die AAA-Titel. Am 4. Januar verloren sie auch die NJPW-Titel. Am 8. März 2022 gewannen sie die AEW Tag Team Championship zum zweiten Mal.

## Titel und Auszeichnungen
- All Elite Wrestling

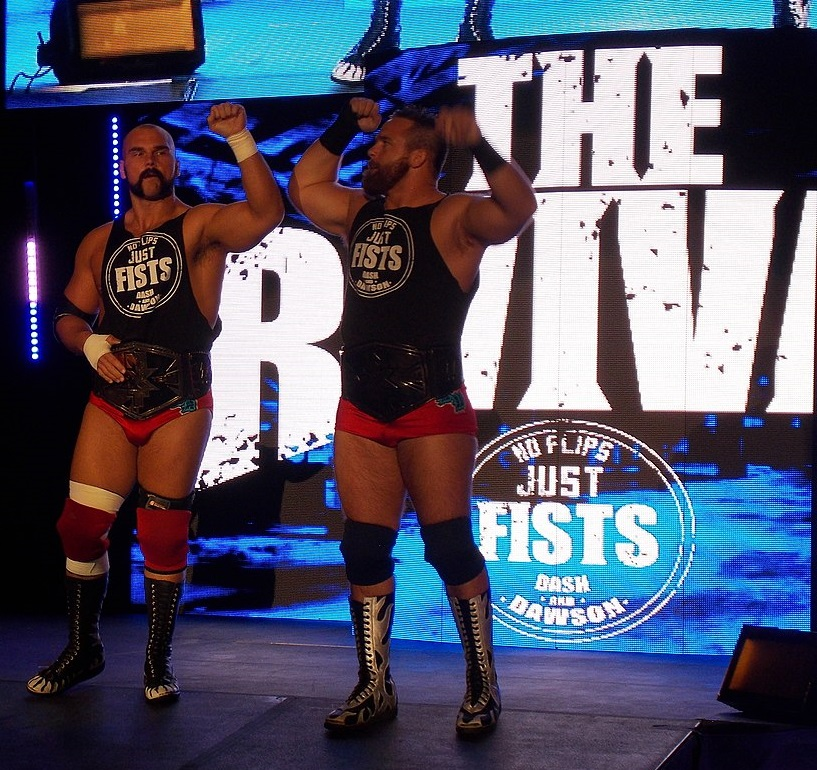
NXT Tag Team Champions Scott Dawson und Dash Wilder.

  - AEW World Tag Team Championship (2× mit Cash Wheeler)

- Lucha Libre AAA Worldwide
  - AAA World Tag Team Championship (1×) (mit Cash Wheeler)

- New Japan Pro-Wrestling
  - IWGP Tag Team Championship (1× mit Cash Wheeler)

- Ring of Honor
  - ROH World Tag Team Championship (1× mit Cash Wheeler)

- World Wrestling Entertainment
  - WWE Raw Tag Team Championship (2× mit Scott Dawson)
  - WWE SmackDown Tag Team Championship (1× mit Scott Dawson)
  - WWE 24/7 Championship (1× mit Scott Dawson)
  - NXT Tag Team Championship (2× mit Scott Dawson)
  - WWE Tag Team Triple Crown[10]

- The Baltimore Sun
  - WWE Tag Team of the Year (2016)  (mit Dash Wilder)[11]

- ESPN
  - Tag Team of the Year (2023) (mit Cash Wheeler als FTR)[12]

- New York Post
  - Tag Team of the Year (2022, 2023) (mit Cash Wheeler als FTR)[13][14]

- Pro Wrestling Illustrated
  - Tag Team des Jahres (2022, 2023) (mit Cash Wheeler als FTR)
  - Nummer 103 der Top 500 Wrestler in der PWI 500 im Jahr 2019[15]
- Nr. 1 der Top 50 Tag Teams in the PWI Tag Team 50 in den Jahren 2020 und 2023